# Vinton G. Cerf

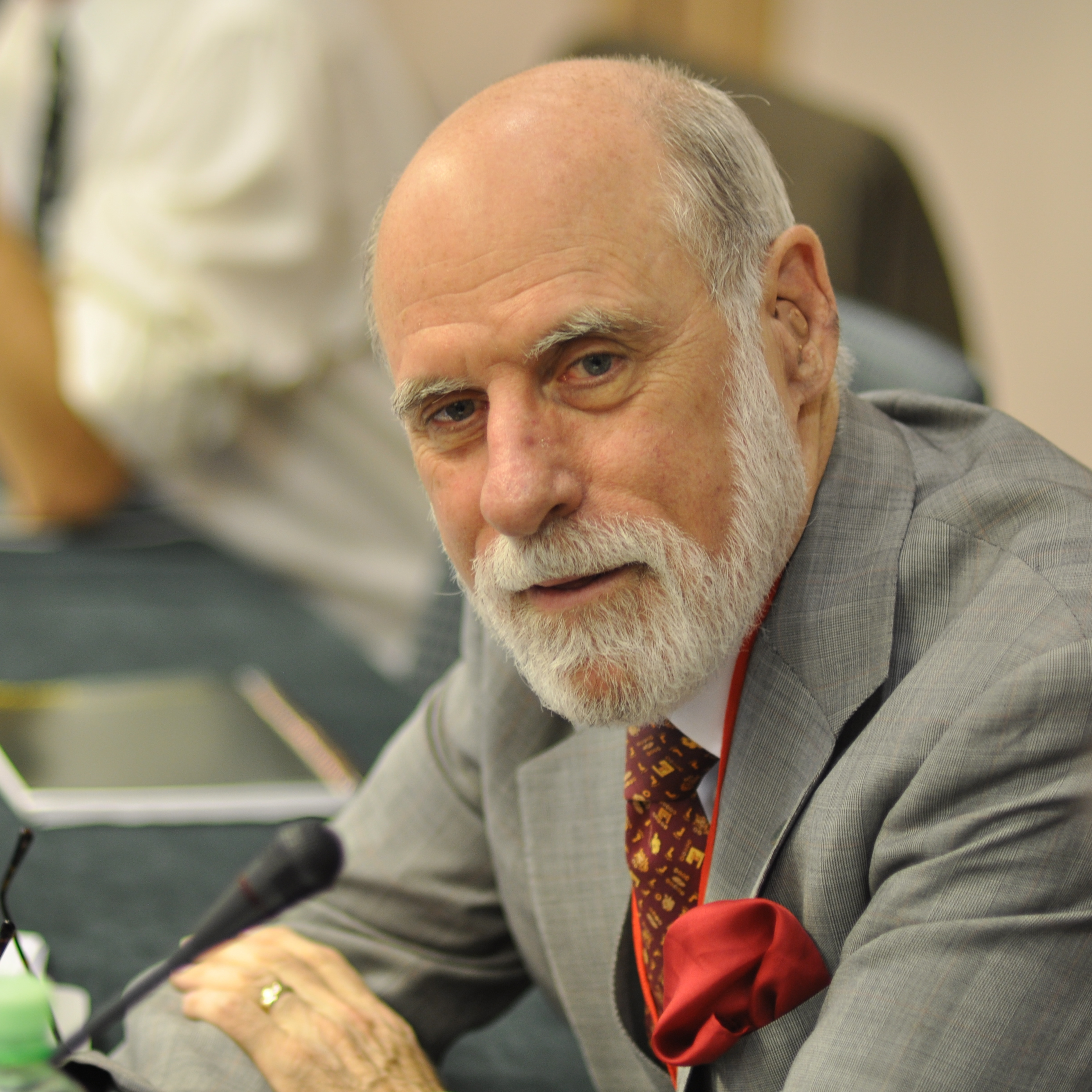
Vinton Cerf (2010)

Vinton Gray „Vint“ Cerf (* 23. Juni 1943 in New Haven, Connecticut) ist ein US-amerikanischer Informatiker, der zusammen mit anderen als „Vater des Internets“ bezeichnet wird. 2004 wurde ihm der Turing-Preis verliehen, 2008 der Japan-Preis, 2023 die IEEE Medal of Honor.

## Leben
Vint Cerf war schon in seiner Kindheit gut in Mathematik und auch an Chemie interessiert. Nach dem Abschluss der  Van Nuys High School 1961 studierte er mit einem Stipendium von North American Rockwell in Stanford Mathematik mit dem Abschluss Bachelor of Science 1965. Anschließend arbeitete er bei IBM als Systemingenieur am QUIKTRAN-Time-Sharing-System. Einige Jahre später setzte er sein Studium an der UCLA fort, erwarb 1970 den Grad Master of Science für Informatik und 1972 bei Jerry Estrin mit der Arbeit Multiprocessing, Semaphores and a Graph Model of Computation die Doktorwürde (Ph.D.).
Cerf spielte eine Schlüsselrolle in der Entwicklung des Internets und der im Internet verwendeten Verbindungsprotokolle. Schon während des Studiums unterbreitete er zusammen mit seinem Highschool-Freund und Kommilitonen Steve Crocker für Jacobi Systems der DARPA ein Angebot für deren Ausschreibung des ARPANETs. Dieses wurde abgelehnt, Cerf und Crocker wurden jedoch über Leonard Kleinrocks Network Measurement Center in die Installation des schließlich von Bolt Beranek and Newman unter Führung von Bob Kahn realisierten Arpanets eingebunden, und waren unter Aufsicht von Lawrence Roberts an der Spezifikation der Arpanet-Host-Protokolle beteiligt.
Nach Abschluss seines Studiums war Cerf bis 1976 Assistenzprofessor für Elektrotechnik und Informatik in Stanford, unterstützte die Gruppe um Kahn bei der Koordination zur öffentlichen Demonstration des Arpanets und entwickelte im Anschluss an diese mit seinen Studenten und Kahn das Transmission Control Protocol (TCP) und das Internet Protocol (IP). Im September 1973 präsentierten sie eine erste Version von TCP/IP, die im Mai 1974 auch veröffentlicht wurde. In seiner Zeit in Stanford leitete Cerf auch die International Network Working Group, die später in die IFIP aufging.
Zwischen 1976 und 1982 war er Programmmanager und später Chefwissenschaftler im Information Processing Techniques Office der DARPA und leitete dort das aus dem Arpanet hervorgehende Internet-Projekt und weitere von Kahn gestartete Projekte zu paketvermittelter Datenübertragung per Satellit und per Funk sowie eines zur Netzwerksicherheit.
Als Vizepräsident von MCI Digital Information Services zwischen 1982 und 1986 leitete er die Entwicklung des E-Mail-Dienstes MCI Mail. Danach war er Vizepräsident der Corporation for National Research Initiatives und leitete dort Forschungsprojekte zur Digital Library und zu Electronic Messaging. Auch schloss er dort MCI Mail an das Internet an und schuf so eine von dessen ersten kommerziellen Applikationen. 1994 kehrte er als Vizepräsident und später Senior Vice President zu MCI zurück und leitete u. a. den Ausbau des MCI-Netzwerkes.
Vint Cerf ist Autor mehrerer RFCs und Gründer der Internet Society (ISOC), deren Präsident er von 1992 bis 1995 war. Von 1999 bis Ende 2007 war er im Vorstand der Internet Corporation for Assigned Names and Numbers (ICANN), von 2000 bis 2007 dessen Vorsitzender. Seit September 2005 ist er auch als Vize-Präsident und „Chief Internet Evangelist“ bei Google tätig. In dieser Rolle soll er neue Techniken zur Verbesserung der Google-Dienste ausfindig machen und ein Aushängeschild für das Unternehmen darstellen.
Cerf arbeitet als Gastwissenschaftler für das NASA Jet Propulsion Laboratory am InterPlanetary Network (IPN), einem zukünftigen Standard für die Kommunikation zwischen Planeten, der Funk- und Laserverbindungen verwendet, die extrem tolerant gegenüber Signalverlusten sind.
Cerf trat im November 2013 auf einem Workshop der Federal Trade Commission auf und bezeichnete das Konzept der Privatsphäre als mögliche Anomalie, die immer schwerer zu erreichen sein wird.
Beim Jahrestreffen des American Association for the Advancement of Science in San Jose äußerte er 2015 die Befürchtung, künftige Generationen könnten aufgrund der kurzen Haltbarkeit digitaler Inhalte an Amnesie leiden: „Falls wir kein System aufbauen, das Daten dauerhaft konserviert, können wir zusehen, wie sich unser digitales Gedächtnis nach und nach verflüchtigt.“

## Ehrungen
1997 überreichte US-Präsident Bill Clinton ihm und Robert Kahn die National Medal of Technology, die höchste technologische Auszeichnung der USA, und 2005 verlieh George W. Bush ihnen die Presidential Medal of Freedom (Freiheitsmedaille), eine der höchsten zivilen Auszeichnungen in den USA.
Auch zahlreiche weitere Auszeichnungen teilen sich die beiden, darunter die IEEE Alexander Graham Bell Medal 1997, der Prinz-von-Asturien-Preis 2002 (mit Tim Berners-Lee und Lawrence Roberts), 2004 der Turing Award sowie der Charles-Stark-Draper-Preis (mit Leonard Kleinrock und Lawrence Roberts), 2006 die Einführung in die National Inventors Hall of Fame, 2008 der Japan-Preis und 2018 die Benjamin Franklin Medal des Franklin Institute. Für 2023 wurde Cerf die IEEE Medal of Honor zugesprochen. 2013 gehörte er zu den ersten Preisträgern des Queen Elizabeth Prize for Engineering.
Unabhängig von Kahn wurde Cerf u. a. 1993 mit dem EFF Pioneer Award, 1997 und 2002 mit dem Computerworld/Smithsonian Leadership Award, 1998 mit dem Marconi Fellowship Award, 2000 mit der Living Legend Medal der Library of Congress und 2016 mit der IRI Medal ausgezeichnet. Das People Magazine erklärte ihn im Dezember 1994 zu einer der 25 faszinierendsten Persönlichkeiten des Jahres.
Cerf hält Ehrendoktortitel folgender akademischer Institute:
- Gettysburg College
- Capitol College
- ETH Zürich
- Technische Universität Luleå
- Universität der Balearen
- George Mason University
- Universidad Rovira i Virgili
- Rensselaer Polytechnic Institute
- Universität Twente
- Polytechnic Institute of New York University
- Yale University
- Beijing University of Posts and Telecommunications
- Keiō-Universität (2012)[3]

Für 2010 wurde das World Wide Web für den Friedensnobelpreis vorgeschlagen. Da nur Institutionen mit persönlichen Repräsentanten ausgezeichnet werden dürfen, wurde Vint G. Cerf gemeinsam mit Lawrence Roberts und Tim Berners-Lee vorgeschlagen.
- 2011: Fellowship Award des Hasso-Plattner-Instituts[5]
- 2012: Aufnahme in die Internet Hall of Fame als Gründungsmitglied[6]

## Mitgliedschaften
Cerf ist zudem Fellow der IEEE (1988), der American Association for the Advancement of Science (1990), der Association for Computing Machinery (1993), der National Academy of Engineering (1995), der American Academy of Arts and Sciences (1995), der American Philosophical Society (2008) und der National Academy of Sciences (2020). 2016 wurde er als auswärtiges Mitglied in die Royal Society gewählt.
Weiterhin ist beziehungsweise war er Mitglied u. a. von:
- ACM SIGCOMM (Vorsitzender 1987 bis 1991)
- Sigma Xi
- Collaboratory Panel des National Academy of Sciences (Vorsitzender 1992 bis 1993)
- IEEE Communications Society (Vorsitzender des Internet Advisory Committee seit 1999)
- Internet Architecture Board (Vorsitzender 1989 bis 1992)
- NATO Science Subcommittee on Networking (Vorsitzender 1994 bis 1998)
- technischer Beirat von General Magic
- National Association of Securities Dealers
- Federal Communications Commission (FCC)
- IT-Beirat (Information Technology Advisory Committee) des US-Präsidenten und dem des bulgarischen Präsidenten Georgi Parwanow

Er ist Ehrenvorsitzender des IPV6-Forums, das sich der schnelleren Einführung von IPv6 verschrieben hat, und ist bzw. war Mitglied im Vorstand u. a. der Gallaudet University (seit 1997), von Nuance Communications (seit 1999) und von StopBadware.org. Ferner beriet er u. a. in den USA die Nationalbibliothek für Medizin, das Bildungsministerium, den Rechnungshof, die National Security Agency, die National Science Foundation, sowie das Entwicklungsprogramm der Vereinten Nationen, die Mitre Corporation und die Salomon Brothers.

## Trivia
Cerf ist von Kindheit an schwerhörig und ist seit seinem 14. Lebensjahr auf ein Hörgerät angewiesen, was nach eigenem Bekunden sein Interesse an schriftlicher Kommunikation, insbesondere E-Mail, geprägt hat. Seit 1966 ist er mit einer Gehörlosen verheiratet und hat mit ihr zwei Söhne. Er setzt sich für die Belange der Gehörlosen und Hörgeschädigten ein, so war er von 1987 bis 1991 im Vorstand des Fairfax Resource Center for the Hearing Impaired.
Cerf war technischer Berater für die TV-Serie Mission Erde – Sie sind unter uns, in der er 1998 auch einen Gastauftritt als Stabschef des US-Präsidenten hatte.

## Schriften
- RFC: 20 – ASCII format for network interchange. Oktober 1969 – Standard: [STD80] (STD80 akzeptiert Januar 2015, englisch).
- Mit C. S. Carr und Steve Crocker: HOST-HOST Communication Protocol in the ARPA Network. In: AFIPS Proceedings of the 1970 SJCC, S. 589–597.
- Mit Robert E. Kahn: A Protocol for Packet Network Intercommunications. (PDF; 1,4 MB) In: IEEE Transactions on Communication, Vol. COM-22, Nr. 5, Mai 1974, S. 637–648.
- Mit Patrick S Ryan und Max Senges: Internet Governance Is Our Shared Responsibility. In: I/S: A Journal of Law and Policy for the Information Society, 2014, 10, ISJLP 1, S. 1–42
- Mit Patrick S. Ryan, Breanna Zwart Richard Whitt und Marc Goldburg: The Problem of Exclusive Arrangements in Multiple Dwelling Units: Unlocking Broadband Growth in Indonesia and the Global South. The 7th Indonesia International Conference on Innovation, Entrepreneurship, and Small Business (IICIES 2015).